# Miłość jak wiatr
Miłość jak wiatr – piąty album zespołu Boys wydana w kwietniu 1994 roku w firmie fonograficznej Green Star. Pierwsza płyta zespołu nagrana przez tę firmę.
Nowa wersja utworu „Wolność” okazała się bardzo dobrym materiałem i piosenkę tę okrzyknięto hymnem muzyki disco polo.

## Lista utworów
1. „Jagódka”
2. „Hej moja dziewczyno”
3. „Letnie wspomnienie”
4. „Miłość Cygana”
5. „Dajcie mi gitarę”
6. „Nocą się zaczęło”
7. „Gwiazdka”
8. „Miłość jak wiatr”
9. „Jezioreczko”
10. „Wolność”

- Nagrań dokonano w studio Ramzes w Białymstoku
- Realizacja nagrań: Adam Wojtecki i Marek Zrajkowski

## Skład zespołu
- Marcin Miller
- Krzysztof Cieciuch